# Baris, Egypten
Baris (arabiska: باريس) är en oas i Egypten.
Baris ligger i södra delen av guvernementet al-Wadi al-Jadid (Nya dalen), 90 kilometer från oasen Kharga.
I Baris ligger det antika egyptiska templet Dosh.